# Cătălin Drulă
Cătălin Drulă (ur. 2 maja 1981 w Bukareszcie) – rumuński polityk, informatyk i działacz społeczny, deputowany, od 2020 do 2021 minister transportu i infrastruktury, w latach 2022–2024 przewodniczący Związku Zbawienia Rumunii.

## Życiorys
W 1999 ukończył Colegiul Național de Informatică „Tudor Vianu” w Bukareszcie. Kształcił się następnie na University of Toronto, gdzie uzyskał licencjat (2002) i magisterium (2005) z informatyki. W międzyczasie (2004–2005) przebywał na stażu w Institut polytechnique de Grenoble. Pracował w różnych przedsiębiorstwach jako inżynier oprogramowania i inżynier systemów. W 2015 założył organizację pozarządową Asociația Pro Infrastructură, zajmującą się obywatelskim monitoringiem projektów infrastrukturalnych. W 2016 pełnił funkcję doradcy w kancelarii premiera Daciana Cioloșa.
Zaangażował się w działalność polityczną w ramach Związku Zbawienia Rumunii, został wiceprzewodniczącym tej formacji. W wyborach w 2016 z ramienia tego ugrupowania uzyskał mandat posła do Izby Deputowanych. Z powodzeniem ubiegał się o reelekcję w 2020 i 2024.
W grudniu 2020 wszedł w skład koalicyjnego rządu Florina Cîțu, obejmując w nim stanowisko ministra transportu i infrastruktury. Ustąpił z tej funkcji we wrześniu 2021 w trakcie kryzysu koalicyjnego. W lutym 2022, po rezygnacji Daciana Cioloșa, został tymczasowym przewodniczącym Związku Zbawienia Rumunii.
W lipcu 2022 wybrany na przewodniczącego tego ugrupowania. Ustąpił z tej funkcji w czerwcu 2024 po słabym wyniku jego formacji w wyborach europejskich.